# 丹山
丹山（Danehill）是美國生產及英國訓練的純種競賽馬匹，以配種成就著名，總共生產多匹一級賽盟主。奪得多個地區種馬冠軍的紀錄。競賽生涯曾贏得短途盃及Cork and Orrery錦標（今鑽禧錦標），亦曾於二千堅尼錦標奪季，在愛爾蘭二千堅尼跑第四。

## 配種馬成績
由於產馬眾多，本文僅列出曾經勝出一級賽的馬匹（包括了當地限制的一級賽）
- 狄倫（英皇佐治六世及皇后伊利沙伯錦標、凱旋門大賽等）
- 直布羅山（二千堅尼錦標、愛爾蘭二千堅尼等，一級賽七連勝）
- 燈塔島（閃電錦標）
- 幸運馬主（香港一哩錦標、香港打吡大賽）
- 靚蝦王（香港短途錦標、安田紀念賽）
- 美妙姿勢（秋華賞、伊丽莎白女王杯）
- 華盛頓（二千堅尼錦標、伊利沙伯二世錦標）
- 沙漠之王（愛爾蘭二千堅尼、愛爾蘭打吡大賽）
- 星運爵士（香港一哩錦標）
- 虎山行（巴登大賽等）
- 利得精選
- 丹山舞人

## 外部連結
- 血統表（页面存档备份，存于）